# Мерсер (округ, Пенсильвания)
Округ Мерсер (англ. Mercer County) располагается в США, штате Пенсильвания. Официально образован 12 марта 1800 года. По состоянию на 2010 год, численность населения составляла 116 638 человек. Получил своё название в честь американского военного деятеля и врача Хью Мерсера.

## География
По данным Бюро переписи США, общая площадь округа равняется 1768 км², из которых 1740 км² суша и 28 км² или 1,58 % это водоемы.

## Население
По данным переписи населения 2000 года в округе проживает 120 293 жителей в составе 46 712 домашних хозяйств и 32 371 семей. Плотность населения составляет 69,00 человек на км2. На территории округа насчитывается 49 859 жилых строений, при плотности застройки около 29,00-ти строений на км2. Расовый состав населения: белые — 93,13 %, афроамериканцы — 5,25 %, коренные американцы (индейцы) — 0,11 %, азиаты — 0,40 %, гавайцы — 0,02 %, представители других рас — 0,17 %, представители двух или более рас — 0,91 %. Испаноязычные составляли 0,67 % населения независимо от расы.
В составе 29,30 % из общего числа домашних хозяйств проживают дети в возрасте до 18 лет, 54,80 % домашних хозяйств представляют собой супружеские пары проживающие вместе, 10,90 % домашних хозяйств представляют собой одиноких женщин без супруга, 30,70 % домашних хозяйств не имеют отношения к семьям, 27,00 % домашних хозяйств состоят из одного человека, 13,20 % домашних хозяйств состоят из престарелых (65 лет и старше), проживающих в одиночестве. Средний размер домашнего хозяйства составляет 2,44 человека, и средний размер семьи 2,96 человека.
Возрастной состав округа: 23,40 % моложе 18 лет, 8,90 % от 18 до 24, 26,10 % от 25 до 44, 23,50 % от 45 до 64 и 23,50 % от 65 и старше. Средний возраст жителя округа 40 лет. На каждые 100 женщин приходится 94,70 мужчин. На каждые 100 женщин старше 18 лет приходится 90,80 мужчин.